# Edward Chilufya
Edward Chilufya, né le 17 septembre 1999 à Kasama en Zambie, est un footballeur international zambien. Il évolue au poste d'ailier gauche au FC Midtjylland.

## Biographie

### En club
Né à Kasama en Zambie, Edward Chilufya est formé dans son pays natal, à l'académie Mpande, avant de rejoindre en 2017 la Suède et le club du Djurgårdens IF, où il poursuit sa formation. Il fait sa première apparition en professionnel le 12 mars 2018, lors d'une rencontre de Svenska Cupen face au BK Häcken. Il entre en jeu à la place de Jonathan Ring et son équipe s'impose par un but à zéro. Le 24 mai de la même année, il réalise sa première apparition dans l'Allsvenskan, en entrant en jeu à la place de Dzenis Kozica face à l'IFK Göteborg, contre qui son équipe s'impose (1-3).
Il devient champion de Suède en 2019.
Le 19 août 2020, Chilufya joue son premier match de Ligue des champions, lors d'une rencontre qualificative face au Ferencváros TC. Djurgårdens IF s'incline sur le score de deux buts à zéro ce jour-là.
Le 30 janvier 2022, lors du mercato hivernal, Edward Chilufya rejoint le Danemark pour s'engager en faveur du FC Midtjylland. Il signe un contrat courant jusqu'en décembre 2026,.
Le 1er septembre 2023, Edward Chilufya est prêté pour un an au BK Häcken.

### En sélection
Avec l'équipe de Zambie des moins de 20 ans, il participe à la Coupe d'Afrique des nations des moins de 20 ans en 2017. Lors de cette compétition organisée dans son pays natal, il joue quatre matchs. Il s'illustre lors de la phase de poule en inscrivant un doublé et en délivrant une passe décisive contre le Mali. Il marque ensuite un but en demi-finale face à l'Afrique du sud, puis un autre but lors de la finale remportée face au Sénégal.
Quelques mois plus tard, il dispute la Coupe du monde des moins de 20 ans qui se déroule en Corée du Sud. Il se fait remarquer dès le premier match, le 21 mai, en ouvrant le score contre le Portugal, contre qui la Zambie s'impose (2-1). Il joue au total cinq matchs en tant que titulaire. Son équipe est battue en quarts de finale par l'Italie après prolongation, malgré une passe décisive délivrée par Chilufya.
Par la suite, avec les moins de 23 ans, il participe à la Coupe d'Afrique des nations des moins de 23 ans en novembre 2019. Lors de cette compétition organisée en Égypte, il prend part à trois matchs. Avec un bilan d'un nul et deux défaites, la Zambie ne parvient pas à dépasser le premier tour du tournoi.
Le 11 novembre 2017, il figure pour la première fois sur le banc des remplaçants de l'équipe nationale A, mais sans entrer en jeu, lors d'une rencontre face au Cameroun. Ce match nul (2-2 score final) rentre dans le cadre des éliminatoires du mondial 2018.
Chilufya honore sa première sélection avec l'équipe nationale de Zambie le 9 octobre 2020, lors d'un match amical contre le Kenya. Il est titularisé et son équipe s'incline par deux buts à un.  En décembre 2023, il est retenu dans la liste des vingt-sept joueurs zambiens sélectionnés par Avram Grant pour disputer la Coupe d'Afrique des nations 2023.

## Palmarès
| Djurgårdens IF - Championnat de Suède (1) : - Champion : 2019. - Coupe de Suède (1) : - Vainqueur : 2017-18. FC Midtjylland (1) : - Coupe du Danemark - Vainqueur : 2022. |

### En sélection
Zambie -20 ans
- Coupe d'Afrique des nations -20 ans (1) :
  - Vainqueur : 2017.

## Distinction personnelle
- Meilleur Buteurs de la Coupe d'Afrique des nations junior 2017

Avec l’Zambie -20 ans
Il fait partie de l'équipe-type de la Membre de l'équipe-type de la CAN U20 2017